# Дифил (комедиограф)
Дифи́л Сино́пский (др.-греч. Δίφιλος; IV век до н. э.) — древнегреческий драматург-комедиограф родом из Синопа, современник Менандра и Филемона (то есть жил приблизительно в 342—291 до н. э.).
Считается одним из лучших драматургов так называемой «новой аттической комедии», о чем свидетельствуют отзывы современников и сохранившиеся отрывки его сочинений. Биографических подробностей о Дифиле сохранилось очень мало: известно, что он вёл странствующий образ жизни и большую её часть прожил в Афинах (где происходит и действие большинства его произведений), но скончался в Смирне; известно также, что у него была связь со знаменитой куртизанкой Гнафеной.
Дифил был автором 100 комедий, от 50 из которых сохранились заглавия и небольшие фрагменты. Известно, что в ряде постановок по своим произведениям он сам играл роли на сцене. Сюжеты для пьес Дифил брал порой из повседневной жизни, но больше всего из мифологии. Его стиль отличался простотой и естественностью; Дифил уделял большое внимание тонкостям стихосложения и даже придумал собственный стихотворный размер. Вместе с Менандром и другими представителями новой комедии Дифил служил образцом для римских комиков. «Касина» и «Канат» Плавта — переделки комедий Дифила (что позволяет судить о высоком уровне его мастерства в деле создания сюжетов); Теренций тоже пользовался его работами: по некоторым данным, в «Братьях» он ввёл сцену из комедии Дифила «Вместе умирающие», опущенную Плавтом в «Commorientes», бывшей адаптацией той же самой пьесы. Ещё древние авторы причисляли Дифила то к «средней», то к «новой» комедии; однако его любовь к мифологическим сюжетам (в первую очередь к личностям Геракла и Тесея) и введение им в свои комедии поэтов Архилоха и Гиппонакта, изображённых (в подчёркнуто анахронистичном виде) в качестве соперников Сапфо, позволяет относить его в большей степени к «новой» комедии.
Отрывки комедий Дифила были собраны в «Fragmenta comicorum graecorum poetarum» (1855), Мейнеке и Боте.